# Os Atuais
Os Atuais é um conjunto musical brasileiro de Tucunduva, no estado do Rio Grande do Sul. Formado em 5 de janeiro de 1968, são conhecidos como "Os Reis do Baile". Com quatro discos de ouro na bagagem e a marca de mais de 1.650.000 cópias vendidas, possui inúmeros sucessos e uma carreira de 50 anos de história.
Já gravaram músicas com artistas como Tinoco, As Marcianas e Carmem Silva, têm composições regravadas por Rick e Renner. E atualmente, o grupo é formado por Acilino A. da Silva "Pino" (voz solo), Olmar Kulmann (voz solo), Paulo Henrique Dill Gonçalves(São Paulo das Missões, 2 de setembro de 1987) mais conhecido como "Paulinho Dill" (voz solo e violão), Diony Hartmann (baixo e vocal), Fernando Souza "Fernandinho" (guitarra e vocal), Daniel Martins (teclado), Micael Weiss (trompete e saxofone), Gerson Hanel (trompete, trombone e vocal) e Guilherme Haupenthal (bateria, percussão e vocal).

## História
A carreira discográfica somente se iniciou em 1971 com a gravação do LP independente batizado como "Os Atuais - Vol. 1". Depois não pararam mais de gravar, lançando em média um disco por ano. Lançaram ainda independentes mais três discos, sempre tentando um contrato com uma gravadora, aliás em uma destas ocasiões quando recebidos pela extinta gravadora Beverly foram "tachados" como "uma salada de frutas", pois, na visão dos produtores que ouviram o disco, o conjunto não possuía um estilo definido e não daria certo.
Em 1975, a sorte mudou quando um representante regional da Chantecler procurou o grupo e propôs um contrato, assim por esta companhia gravaram os discos "Tarde de Domingo"(75), seguindo em 76 o disco  "Volume 2" , depois veio "Magia do Amor" (77) e " Cada vez mais Atuais" de (78).
Em 1979, Leonardo (ex-membro do conjunto "Os Três Xirus") convidou-os para integrarem o cast de uma nova gravadora, a ISAEC de Porto Alegre, produzindo o disco "Os Atuais - Eu Voltei… Vol. 9". Assim, nasce o primeiro grande sucesso, "Morena de 15 Anos", fazendo aumentar ainda mais a popularidade d'Os Atuais. A gravadora Isaec, todavia, não resistiu e em pouco tempo findou seus trabalhos. Por intermédio, então, de Bruno Neher (membro do conjunto "Os Três Xirus") e Milton Flores (representante regional da gravadora Copacabana), eles acertam um contrato inicialmente de 4 anos pela Discos Copacabana.
De cara nova, a gravadora comprou os tapes originais do disco "Eu Voltei...Vol.9", porém só relançou em seu selo em 1983, mantendo as mesmas capas com pequenas mudanças na fonte dos caracteres.
De nova casa, é lançado o disco "Toda Vez que Chove", abrindo a década de 80, seguido pelos discos "A Garota do Baile" e "Dia de Festa" de 81 e 82, todos com boas vendagens.
Com repertório pronto para a gravação do LP “Barco do Amor”, Ivar foi abordado por um dos diretores da gravadora Continental (que em 1978 fundiu-se com a Chantecler).Este, após uma conversa, propôs que ao término do contrato atual (com a Copacabana), o grupo o procurasse, pois havia grande interesse em trazê-los para seu elenco, isso logicamente com uma ótima proposta, expondo inclusive valores que a Continental poderia oferecer.
Ivar ficou mexido e levou a conversa até os demais membros do conjunto, todos ficaram entusiasmados, sentiram que não poderiam perder a oportunidade oferecida, foram então conversar com o Milton Flores e pedir a gentil liberação do contrato atual, esse após ouvir os argumentos de Reny e Ivar telefonou imediatamente ao Sr Rosvaldo Cury, que pediu que eles fossem a São Paulo na sede da empresa para conversar, ambos concordaram e partiram na primeira oportunidade para um encontro com os Sr’s Rosvaldo e Adiel Macedo de Carvalho (Vice Presidente da Copacabana). Lá após muito tempo de conversa ouve uma contraproposta com muitas vantagens para Os Atuais que também renderia um novo contrato de 5 anos; entre as novas vantagens, o grupo teria maior exposição junto a mídia, como tv's e rádios de grande alcance no Brasil.
Satisfeitos com essa nova proposta assinaram novo contrato (anulando o anterior já firmado) retornam à Tucunduva e, dias depois voltam a São Paulo para então gravar o novo disco, assim em 1983 chega as lojas Barco do Amor com excelente repertório trouxe a notoriedade que faltava ao grupo, e mais, conquistam o disco de ouro, com vendas superando a casa dás 200.000 cópias, sem dúvida um dos melhores momentos da carreira do conjunto. A entrega oficial do prêmio ocorreu no programa de TV Clube do Bolinha recebido das mãos de seu apresentador.
Já em 1984 é lançado o LP "Fim de Semana" superando a marca de 80 mil cópias, curiosamente outros artistas renomados regravaram músicas deste disco, vale destacar a faixa “Meu Xodó” foi gravada por Sandro Becker em seu disco de número 6, Sandro vendeu com esse disco mais de 1 milhão de cópias, outro grande nome da música brasileira Márcia Ferreira ("A Rainha da Lambada" gravou em 1986 "Fim de Semana", esse álbum também foi disco de ouro, anos mais tarde a dupla Rick & Renner regravou "Fim de Semana" superando a marca de 1 milhão de cópias...curiosidades do sucesso.
Em 1985, é lançado o disco "Quero Bis", já com Mikika do Amaral no lugar de João Fernandes (Joãozinho) que deixou o conjunto em 84, também após o lançamento deste disco Reny de Oliveira parte em carreira solo e posteriormente forma outro conjunto, o grupo Hello. Já com Jorge no lugar de Reny é lançado em 86 o LP "Lindo demais pra Esquecer", disco com excelente vendagem, com grandes destaques, especialmente a música “Beijinhos daqui e dali”, esta rendeu uma apresentação no programa Xou da Xuxa da TV Globo.
Com a grande exposição que o grupo vinha tendo, o resultado não poderia ser outro, o álbum "Mexe Comigo" de 87, rendeu o segundo Disco de Ouro, destaques para “Eu Quero é Namorar”, “Qualquer Dia”, “Mexe Comigo”.
Em 1988 a gravadora Copacabana iniciou uma fase muito ruim, mesmo tendo praticamente as maiores estrelas de gênero popular/sertanejo em seu elenco, com isso entrega a produção de seus discos para a CBS, nesse período lançam os álbuns "Pensando Nela", de 88 e "Velho Vaqueiro", de 90, ainda em 90 temos a saída de Mikika e entrada de Neco Martens.
A partir de 91 a CBS passa a se chamar Sony Music Entertainment, ainda administrando o selo Copacabana, lança o disco "Os Atuais" ou também conhecido pelo público como “Bambina”, este foi o último LP em parceria com o selo Copacabana, curiosamente este é o primeiro trabalho do grupo no formato CD.
Nessa época a gravadora RGE contratou vários artistas que estavam de saída da Copacabana, entre eles Os Atuais, essa parceria rende quatro discos, o primeiro de 92 o LP/CD, "Locutor Apaixonado", com divulgação pela RBS discos (selo do grupo RBS, afiliada a TV Globo) trouxe o grande sucesso “Moreninha Linda” onde Pino divide os vocais com Tinoco da dupla Tonico e Tinoco, posteriormente a esse disco temos a saída de Neco e passam a compor o grupo, Ivair (filho do Ivar), e Marconi, com essa formação lançam "Amore Mio", de 94, seguido do LP/CD de 95 "Remédio Pra Mim", com a participação da dupla As Marcianas e por fim "Deixe Dele Que Eu Deixo dela" de 96, com a participação especial de Carmen Silva, também é o último disco da banda no formato LP.
Chegamos em 1997 com nova formação, entrada de Adair Biavati (Batista) (no lugar do Marconi), retorno de Reny de Oliveira (no lugar de Jorge) e também passam a compor o cast da gravadora ACIT lançando os CD’s "Os Atuais" (97), "Uma Melhor Que a Outra"(98), "Docinho de Coco"(99) com participação de Neri Batista na faixa “O Sucesso da Tiazinha”, "Linda Mexicana" (2000) e "14 Sucessos ao Vivo" de 2001, que também foi o primeiro DVD do grupo a ser lançado.
Em 2002 é lançado o disco "Reis do Baile", último pela Acit e Ivar resolve deixar os palcos e passa a cuidar apenas da direção do conjunto. Em 2003 assinam com a USA Discos, gravam os álbuns "A 150 por Minuto" (2003) terceiro Disco de Ouro, "Chuva de Prata", (2004) este sem o Batista e também é o último com a participação do Vino (Delvino), que resolveu se aposentar.
Batista retorna em 2005 lançam "Gosto de Bombom" no formatos CD/DVD.
No ano de 2006 inicia a parceria com a gravadora Vertical de Caxias do Sul é lançado o "Não Resista À Tentação", já com Rodrigo Baier no lugar de Batista, é lançado o DVD "Nossa História" (USA Discos),
Pela Vertical são lançados ainda "Sinal Fechado" (2007) e "A Você, Com Carinho" (2008) esse último nos formatos CD e DVD.

A partir de 2009 Os Atuais iniciam uma nova fase puxadas pelas comemorações de seus 40 anos completados em 2008, produzindo de forma independente seus discos, sendo distribuídos pela gravadora e produtora Fonomídia, para a estréia desse novo caminho lançam os discos  "Nossas Canções - Vol.1" e o projeto especial "Nossas Canções Instrumental".
Em 2010, chega o disco inédito de número 39, “Gracias”, um disco de agradecimentos aos 40 anos de sucesso.
Também Ivar, diretor e fundador do grupo lança o livro “Os Atuais - 40 Anos de Estrada” contando os pontos mais importantes da história do grupo.
O ano de 2012 foi marcado com a volta de Adair Biavati (Batista). As músicas "Sem Você" e "Eu Duvido" alcançam o topo das 40 mais tocadas, segundo o portal Sulbandas. Com esses sucessos, “Os Reis do Baile” "ressuscitaram" nas rádios, pois há alguns anos não se ouvia mais suas músicas com tanta frequência. Nesse ano, gravaram a coletânea "Nossas Canções Vol. 02" e o disco "Prova de amor". Em 09 de janeiro de 2013, receberam o 4° Disco de Ouro, com mais de 50 mil cópias originais vendidas da coletânea "Nossas Canções Vol. 01".
No ano de 2014, a banda grava o disco "Estrada do Amor", pela gravadora Fonomidia.
Em 2016 a banda lança o seu novo disco, o Vol.44, intitulado "Algodão Doce", que contém músicas novas e algumas regravações da banda.
Em fevereiro de 2017, Reny de Oliveira, um dos componentes mais antigos da banda, e também Diego Silva, baterista, anunciam suas saídas da banda, assim Os Atuais contratam dois novos músicos para suprir a saída de Reny e Diego, são eles: Cristiano Basso(guitarrista e vocal) e Guilherme Haupenthal (Bateria e vocal).
Em setembro de 2017, 'Os Reis do Baile' lançam seu 45º trabalho gravado, intitulado 'Doce Paixão', com 15 músicas, entre regravações e inéditas.
A produção dos "Reis do Baile" é formada atualmente por:
Beto Garcia, Romário Amaral, Toko Fernandes, Renato Tormes, Darlan e Naderson, o popular 'Mano'.
A parte de divulgação, marketing e propaganda fica por conta de William Schmitz, e a administração fica por conta de Ivar Costa e Jacke Tolfo.
Em 2020, é anunciada a volta de Neco Martens aos vocais da banda.
Em 2022, Neco anuncia sua saída da banda para retomar suas atividades com a banda própria. Com isso, Ivair volta para o baixo e entra como guitarrista Fernando Souza, conhecido como Fernandinho, que já havia tocado na Banda Brilha Som.
Após décadas na banda, inicialmente tocando bateria e mais adiante atuando como o cantor de frente da banda, Acilino A. da Silva, conhecido como Pino anuncia sua aposentadoria da música em Janeiro de 2023, deixando uma bagagem de história e lindas músicas que foram interpretadas por ele.
A Banda implacou dois sucessos só nos últimos dois anos, tocando nas rádios e com visualizações na internet, as músicas Rio Azul e Anjo.
Também em Janeiro de 2023 regravam a música Por Ti Maria, gravada inicialmente pela extinta Banda Carruagem, que à época eram chamados de "Os Filhos dos Atuais"
Diony Hartmann também integra a banda no lugar de Ivair como baixista, de longa passagem pela Banda Indústria Musical, de Cerro Largo/RS.
Integrantes:
- Acilino A. da Silva "Pino" (cantor) - Integra a banda pela segunda vez desde 2024.
- Olmar Kulmann (cantor) - Integra a banda desde 2025.
- Paulinho Dill (cantor) - Integra a banda desde 2019.
- Fernando Souza (guitarra e vocal) - integra a banda desde 2022.
- Diony Hartmann (baixo e vocal) - integra a banda desde 2023.
- Gerson Hanel (trompete e voz) - integra a banda desde 2005, sendo o primeiro integrante mais antigo.
- Micael Weiss (trompete e saxofone) - integra a banda desde 2014, sendo o segundo integrante mais antigo.
- Daniel Martins (teclados, gaita e vocal) - integra a banda desde 2019.
- Guilherme Haupenthal (bateria) - integra a banda desde 2017.

## Discografia
| Ano  | Álbum                              | Gravadora             | Formato  |
| ---- | ---------------------------------- | --------------------- | -------- |
| 1971 | Os Atuais Vol.1                    | Independente          | LP       |
| 1972 | Embalo 72                          | Independente          | LP       |
| 1973 | Embalo 73                          | Independente          | LP       |
| 1974 | Os Atuais Vol.4                    | Independente          | LP       |
| 1975 | Tarde de Domingo                   | Chantecler / Alvorada | LP/K7    |
| 1976 | Os Atuais Vol.6                    | Chantecler / Alvorada | LP/K7    |
| 1977 | Magia do Amor                      | Chantecler / Rosicler | LP/K7    |
| 1978 | Cada Vez Mais Atuais               | Chantecler / Rosicler | LP/K7    |
| 1979 | Eu Voltei... Vol.9                 | Isaec / Copacabana    | LP/K7    |
| 1980 | Toda Vez que Chove                 | Copacabana            | LP/K7    |
| 1981 | A Garota do Baile                  | Copacabana            | LP/K7    |
| 1982 | Dia de Festa                       | Copacabana            | LP/K7    |
| 1983 | Barco do Amor                      | Copacabana            | LP/K7    |
| 1984 | Fim de Semana                      | Copacabana            | LP/K7    |
| 1985 | Quero Bis                          | Copacabana            | LP/K7    |
| 1986 | Lindo Demais pra Esquecer          | Copacabana            | LP/K7    |
| 1987 | Mexe Comigo                        | Copacabana            | LP/K7    |
| 1988 | Pensando Nela                      | Copacabana            | LP/K7    |
| 1990 | Velho Vaqueiro                     | Copacabana            | LP/K7    |
| 1991 | Os Atuais ("Bambina")              | Copacabana            | LP/K7/CD |
| 1992 | Locutor Apaixonado                 | RGE/RBS Discos        | LP/K7/CD |
| 1994 | Amore Mio                          | RGE/RBS Discos        | LP/K7/CD |
| 1995 | Remédio pra Mim                    | RGE/RBS Discos        | LP/K7/CD |
| 1996 | Deixe Dele que Eu Deixo Dela       | RGE/RBS Discos        | LP/K7/CD |
| 1997 | Os Atuais ("Peluquera")            | Acit                  | K7/CD    |
| 1998 | Uma Melhor que a Outra             | Acit                  | K7/CD    |
| 1999 | Docinho de Coco                    | Acit                  | CD       |
| 2000 | Linda Mexicana                     | Acit                  | CD       |
| 2001 | 14 Sucessos Ao Vivo                | Acit                  | CD/DVD   |
| 2002 | Os Reis do Baile                   | Acit                  | CD       |
| 2003 | 150 por Minuto                     | USA Discos            | CD       |
| 2004 | Chuva de Prata                     | USA Discos            | CD       |
| 2005 | Gosto de Bombom                    | USA Discos            | CD/DVD   |
| 2006 | Não Resista à Tentação             | Vertical              | CD       |
| 2006 | Nossa História                     | USA Discos            | DVD      |
| 2007 | Sinal Fechado                      | Vertical              | CD       |
| 2008 | A Você com Carinho                 | Vertical              | CD/DVD   |
| 2009 | Nossas Canções Vol.1               | Fonomídia             | CD       |
| 2010 | Nossas Canções - Instrumental      | Fonomídia             | CD       |
| 2010 | Grácias - Pelos 40 Anos De Sucesso | Fonomídia             | CD/DVD   |
| 2010 | Nossas Canções Vol.1               | Fonomídia             | DVD      |
| 2012 | Nossas Canções Vol.2               | Fonomídia             | CD       |
| 2012 | Prova de Amor                      | Fonomídia             | CD       |
| 2013 | 45 Anos                            | Fonomídia             | CD/DVD   |
| 2014 | Estrada do Amor                    | Fonomídia             | CD       |
| 2016 | Algodão Doce                       | Fonomídia             | CD       |
| 2017 | Doce Paixão                        | Fonomídia             | CD       |
| 2018 | 50 Anos - Ao Vivo                  | Fonomídia             | CD/DVD   |

## Discos premiados
| Ano  | Álbum                | Gravadora  | Formato | Vendagem | Certificados |
| ---- | -------------------- | ---------- | ------- | -------- | ------------ |
| 1983 | Barco do Amor        | Copacabana | LP/K7   | +200 mil | Ouro         |
| 1987 | Mexe Comigo          | Copacabana | LP/K7   | +100 mil | Ouro         |
| 2003 | 150 por Minuto       | USA Discos | CD      | +50 mil  | Ouro         |
| 2009 | Nossas Canções Vol.1 | Fonomídia  | CD      | +50 mil  | Ouro         |